# Cicadulina pastusae
Cicadulina pastusae är en insektsart som beskrevs av Ruppel och Delong 1956. Cicadulina pastusae ingår i släktet Cicadulina och familjen dvärgstritar. Inga underarter finns listade i Catalogue of Life.